# Antoine Mortier
Pour les articles homonymes, voir Mortier.
Antoine Mortier est un peintre belge, né à Saint-Gilles (Bruxelles), le 2 octobre 1908 et décédé à Auderghem (Bruxelles) en janvier 1999,.

## Biographie
À l'âge de quinze ans, il devient apprenti dans un atelier de sculpture ornementale. Sur le conseil de son employeur, il s'inscrit à l'Académie où il suit les cours de modelage, de perspective et dessin d'après l'antique.
Il exerce le métier de fourreur tout en suivant le soir des cours de sculpture aux académies de Saint-Josse-ten-Noode, puis de Saint-Gilles. Le peintre Henry Ottevaere l'encourage à la peinture. Il fréquentera également les cours de l'atelier libre d'Edgard Tytgat.
En 1940, il devient choriste au Théâtre de la Monnaie. Il continue pendant sept années à exercer, le matin, le métier de fourreur tout en suivant les répétitions l'après-midi. De nombreux dessins parmi lesquels ceux de sa loge de choriste, des nus au fusain et des croquis sur le vif témoignent de cette période. Le Pain noir (1944), Les flacons (1946). Ses compositions aux formes cernées d'un contour noir ne sont pas sans rapport avec l'expressionnisme de Laethem-Saint-Martin ou d'un Georges Rouault.
Mis en contact par le directeur de la Monnaie avec la galerie Apollo et le groupe de la Jeune Peinture belge, il figurera parmi leurs membres, avec lesquels il exposera collectivement à Paris et à Amsterdam. Il démissionnera rapidement du groupe à la suite de la mainmise des Français et de son refus de tout compromis.
Il quitte la Monnaie et se consacre désormais tout son temps à la peinture. Brossés à grands traits, ses lavis à l'encre de Chine de ces années, expriment le passage progressif de la figuration à l'abstraction.
"Figure bleue couchée", est le tableau à partir duquel on le rattache à l'Action painting. À cette époque, l'Action painting et l'expressionnisme abstrait sont encore inconnus en Belgique et entraînent l'incompréhension de la critique. Cette incompréhension accentuera encore sa révolte intérieure 
 S'il a été comparé à Franz Kline ou Pierre Soulages, il s'en distingue néanmoins car chez lui le geste n'est pas tout, mais l'incarnation d'un sujet de départ qui est "analysé, réinventé, synthétisé jusqu’à la rigueur du signe".
Des raisons matérielles lui interdiront de s'installer à Paris, à l'invitation du grand marchand et collectionneur Daniel-Henry Kahnweiler! Il devra même travailler comme ouvrier chez un encadreur pour subsister.
« Autour de 1949 - tout comme autour de 1968 - je n'avais pas d'argent pour peindre. Alors, le papier était beaucoup moins cher que la toile et l'encre noire était beaucoup moins chère que la couleur à l'huile. Or ma mesure, c'était les grands formats. Le papier se vendait au rouleau… ».
Antoine Mortier travaille en 1953 pour le compte de l'architecte Willy Van Der Meeren à la mise en couleur des appartements de bâtiments sociaux à Evere.
Antoine Mortier bénéficie de deux résidences d'artiste sur l'Isola Comacina (lac de Côme - Italie) respectivement en 1962 et 1964.
Il crée en 1983/1984 pour le compte du réseau de transports en commun bruxellois la STIB, deux hauts reliefs d'acier à la gloire de la Guerre 14-18 pour la station Yser qui seront inaugurés en 1988, le jour de ses quatre-vingts ans.

## Sociétés artistiques
- La Jeune Peinture belge, 1945-1947
- Groupe Espace, cofondateur, 1952-1954

## Œuvres
- Le pain noir, 1944
- Le faiseur de réussite, 1948
- Torse bleu, variation II, 1948
- Figure bleue couchée, 1949
- La fuite en Égypte, 1953
- Le choc, 1954
- La Commode, 1955
- Les sommets, 1959
- La famille, 1972
- Piéta, Haut relief, 1988

## Muséographie
- S.M.A.K., Gent
- Mu.ZEE, Oostende
- Koninklijk Museum voor Schone Kunsten, Antwerpen
- Musée d'Ixelles
- Musées royaux des beaux-arts, Bruxelles
- Fondation Roi Baudouin, Belgique
- Guggenheim, New York
- Centre Pompidou, Paris
- AlbrightArt Gallery, Buffalo
- Musée d'art moderne (Mam) Saô Paulo, Brésil

## Expositions

### Sélection d'expositions individuelles
- Première exposition personnelle, Galerie Apollo, 1946
- Galerie Colette Allendy, Paris, 1958
- Rétrospective, Palais des Beaux-Arts, Bruxelles, 1969
- Rétrospective, Musées royaux des Beaux-Arts et Palais des Beaux-Arts, Bruxelles, 1986
- Galerij Jeanne Buytaert, Antwerpen, 1978
- Museum van Hedendaagse Kunst, Gent, 1989
- Antoine Mortier, Le geste incarné, Bruxelles, Oostende, Liège, Paris, 2000-2001[6]
- Galerie Pierre Hallet, Bruxelles, 2008
- Antoine Mortier, La transfiguration du réel, Anciens Abattoirs, Mons, 2012

### Sélection d'expositions collectives
- Salon annuel Apport, Bruxelles, 1944,1945, 1946
- La Jeune Peinture Belge, Paris, 1946
- La Jeune Peinture Belge, Galerie Plaats, La Haye, 1946
- La Jeune Peinture Belge, Amsterdam, 1946
- Younger European Painters, Guggenheim, New York, 1953
- 2e Biennale, Museu de Arte Moderna, São Paulo, 1953
- 30e Biennale, Venezia, Pavillon belge, 1960
- Profile II Belgische Kunst heute, Städtische Kunstgalerie, 1963
- 32e Biennale, Venizia, Pavillon belge, 1964
- Kontrasten 1947/1967 schilderkunst in België, Koninklijke Museum voor Schone Kunsten, Antwerpen, 1968
- The sixties - Art in Belgium, SMAK Stedelijk Museum voor Actuele Kunst, Gent, 1979
- Presentation of the collection, SMAK, Gent, 1982
- Open Mind (Gesloten Circuits), SMAK, Gent, 1989
- La jeune peinture belge 1945-1948, Galerie Crédit Communal, Bruxelles, 1992
- Antoine Mortier, Le geste incarné, Bruxelles, Oostende, Liège, Paris, 2000-2001
- Entre Cobra et Abstraction collection T. Neirynck, Musée Bellevue, Bruxelles, 2004
- Entre Cobra et Abstraction, Centre Wallonie-Bruxelles, Paris, 2006